# Walter Courtney Rowden
Walter Courtney Rowden foi um roteirista e diretor de cinema britânico. Ele é às vezes referido como William Courtney Rowden.

## Filmografia selecionada
Roteirista
- The Prisoner of Zenda (1915)
- Rupert of Hentzau (1915)
- Hobson's Choice (1920)
- The Sheik (1922)

Diretor
- Daniel Deronda (1921)
- Corinthian Jack (1921)
- Vanity Fair (1922)
- A Tale of Two Cities (1922)